# Списак епизода серије Тајкун
Серија Тајкун je српска тв серија која се приказује од 15. марта 2020 године на Суперстар ТВ.
Серија Тајкун за сада броји 2 сезоне и 20 епизода.

## Преглед
| Сезона | Сезона | Епизоде | Епизоде | Оригинално емитовање | Оригинално емитовање | Оригинално емитовање |
| Сезона | Сезона | Епизоде | Епизоде | Премијера            | Финале               | Мрежа                |
| ------ | ------ | ------- | ------- | -------------------- | -------------------- | -------------------- |
|        | 1.     | 10      | 10      | 15. март 2020.       | 17. мај 2020.        | Суперстар ТВ РТС 1   |
|        | 2.     | 10      | 10      | 2024.                | 2024.                | Суперстар ТВ РТС 1   |

## Епизоде

### 1. сезона (2020)
| Бр. еп. (укупно) | Бр. еп. (у сезони) | Наслов                  | Редитељ         | Сценариста         | Премијера       |
| ---------------- | ------------------ | ----------------------- | --------------- | ------------------ | --------------- |
| 1                | 1                  | „Владан”                | Мирослав Терзић | Ђорђе Милосављевић | 15. март 2020.  |
| 2                | 2                  | „Изненадни повратак”    | Мирослав Терзић | Ђорђе Милосављевић | 22. март 2020.  |
| 3                | 3                  | „Полицијско испитивање” | Мирослав Терзић | Ђорђе Милосављевић | 29. март 2020.  |
| 4                | 4                  | „Лажна оптужба”         | Мирослав Терзић | Ђорђе Милосављевић | 5. април 2020.  |
| 5                | 5                  | „Пословна понуда”       | Мирослав Терзић | Ђорђе Милосављевић | 12. април 2020. |
| 6                | 6                  | „Компромитујући видео”  | Мирослав Терзић | Ђорђе Милосављевић | 19. април 2020. |
| 7                | 7                  | „Сумњиви партнер”       | Мирослав Терзић | Ђорђе Милосављевић | 26. април 2020. |
| 8                | 8                  | „Доушник”               | Мирослав Терзић | Ђорђе Милосављевић | 3. мај 2020.    |
| 9                | 9                  | „Нови тужилац”          | Мирослав Терзић | Ђорђе Милосављевић | 10. мај 2020.   |
| 10               | 10                 | „Нужна самоодбрана”     | Мирослав Терзић | Ђорђе Милосављевић | 17. мај 2020.   |

### 2. сезона (2024)
| Бр. еп. (укупно) | Бр. еп. (у сезони) | Наслов | Редитељ                             | Сценариста                                              | Премијера |
| ---------------- | ------------------ | ------ | ----------------------------------- | ------------------------------------------------------- | --------- |
| 11               | 1                  |        | Јована Гавриловић и Иван Стефановић | Ђорђе Милосављевић, Борис Гргуровић и Катарина Митровић | 2023.     |